# گورستان توران شهر
قبرستان توران شهر مربوط به سده‌های متاخر دوران‌های تاریخی پس از اسلام است و در شهرستان گیلانغرب، بخش مرکزی، دهستان حومه، ۱۰۰۰ متری شرق روستای توران شهر واقع شده و این اثر در تاریخ ۱۸ اسفند ۱۳۸۷ با شمارهٔ ثبت ۲۴۸۱۶ به‌عنوان یکی از آثار ملی ایران به ثبت رسیده است.